# Zonsverduistering van 20 maart 2015
De zonsverduistering van 20 maart 2015 was een zonsverduistering met een totaliteit van maximaal 2 minuten en 47 seconden die uitsluitend zichtbaar was op het noordelijk halfrond, waaronder in Noord-Europa. Spitsbergen en de Faeröereilanden waren de enige plekken in Europa waar op land de verduistering totaal was. Op Spitsbergen was het onbewolkt, maar op de Faeröereilanden werd het zicht belemmerd door een dicht wolkendek. 

## Zichtbaarheid
| Fenomeen                                                             | Tijdstip (UTC) |
| -------------------------------------------------------------------- | -------------- |
| Begin van de gedeeltelijke zonsverduistering (ten westen van Afrika) | 07:40          |
| Begin van de totale zonsverduistering (ten zuiden van Groenland)     | 09:13          |
| Maximale zonsverduistering (ten noorden van Faeröereilanden)         | 09:46          |
| Einde van de totale zonsverduistering (geografische Noordpool)       | 10:25          |
| Einde van de gedeeltelijke zonsverduistering (Siberië)               | 11:50          |

### Benelux
Vanuit Nederland en België gezien was de eclips gedeeltelijk en werd tijdens het maximum circa 80% van het oppervlak van de zon bedekt door de maan. Hiermee was dit de grootste zonsverduistering in deze streken tussen 1999 en 2026. In Utrecht duurde de eclips van 9.30 tot 11.48 uur; het maximum vond plaats om 10.37 uur (Midden-Europese Tijd). In grote delen van Nederland belemmerden wolken een goed zicht op de zonsverduistering.

Animatie van de zonsverduistering van 20 maart 2015, gezien vanuit Utrecht
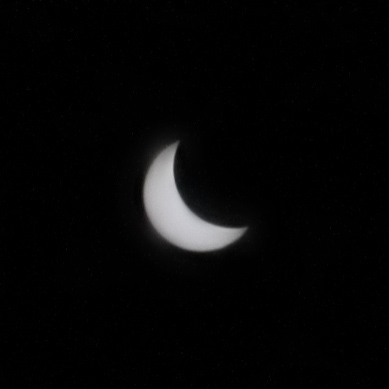
Berlijn, 10.28 uur
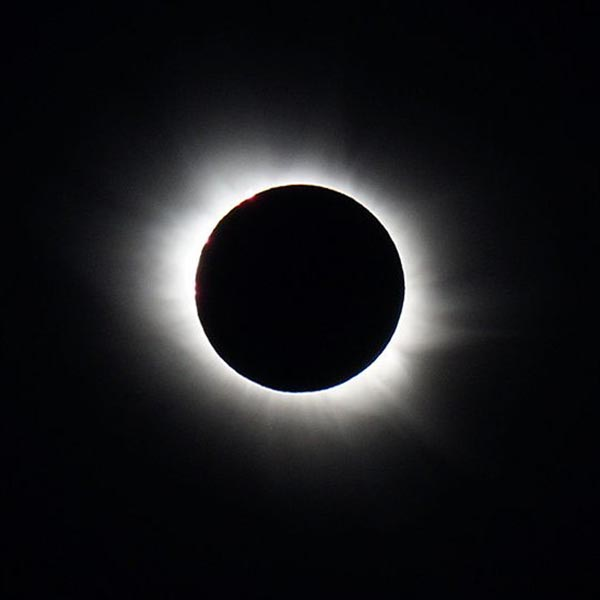
Totale verduistering in Longyearbyen op het eiland Spitsbergen